# Buberova–Rosenzweigova medaile
Buberova–Rosenzweigova medaile, německy Buber-Rosenzweig-Medaille, je ocenění udělované od roku 1968 každoročně na památku Martina Bubera (1878–1965) a Franze Rosenzweiga (1886–1929).
Nedotovaná cena je udělována v rámci Týdne přátelství radou Společnosti pro křesťansko-židovskou spolupráci osobám, které se o spolupráci zvláště zasloužily.

## Nositelé
- 1968 Friedrich Heer a Friedrich-Wilhelm Marquardt
- 1969 Ernst Simon
- 1970 Eva Gabriele Reichmann a Robert Raphael Geis
- 1971 Kurt Scharf
- 1972 Antonius Cornelis Ramselaar
- 1973 Helmut Gollwitzer
- 1974 Hans Günther Adler
- 1975 George Appleton a Laurentius Klein
- 1976 Ernst Ludwig Ehrlich
- 1977 Friedrich Dürrenmatt
- 1978 Grete Schaeder a Albrecht Goes
- 1979 Manès Sperber a James Parkes
- 1980 Eugen Kogon a Gertrud Luckner
- 1981 Isaac Bashevis Singer
- 1982 Schalom Ben-Chorin
- 1983 Helene Jacobs
- 1984 Siegfried Theodor Arndt a Helmut Eschwege
- 1985 Franz Mußner
- 1986 Heinz Kremers
- 1987 Neve Shalom
- 1988 Studium in Israel
- 1989 Yehudi Menuhin
- 1990 Charlotte Petersen
- 1991 Leo-Baeck-Erziehungszentrum
- 1992 Hildegard Hamm-Brücher a Annemarie Renger
- 1993 Aktion Sühnezeichen Friedensdienste
- 1994 Jakob Josef Petuchowski a Clemens Thoma
- 1995 Richard von Weizsäcker
- 1996 Franklin Hamlin Littell a Joseph Walk
- 1997 Hans Koschnick
- 1998 Leah Rabin
- 1999 Henryk Muszyński
- 2000 Johannes Rau
- 2001 „Schule ohne Rassismus“
- 2002 Edna Brocke, Rolf Rendtorff a Johann Baptist Metz
- 2003 Joschka Fischer
- 2004 Daniel Barenboim
- 2005 Peter von der Osten-Sacken
- 2006 Leon de Winter a Gesicht zeigen!
- 2007 Esther Schapira a Georg M. Hafner
- 2008 Stef Wertheimer
- 2009 Erich Zenger
- 2010 Daniel Libeskind
- 2011 Navid Kermani
- 2012 Nikolaus Schneider
- 2013 Mirjam Pressler a Fritz Bauer Institut
- 2014 György Konrád
- 2015 Hanspeter Heinz a  „Juden und Christen“ Zentralkomitee der deutschen Katholiken
- 2016 Micha Brumlik
- 2017  Konferenz Landeskirchlicher Arbeitskreise Christen und Juden (KLAK)
- 2018 Peter Maffay
- 2019 Kreuzberger Initiative gegen Antisemitismus (KiGA)
- 2020 Angela Merkelová
- 2021 Christian Stückl
- 2022 Peter Fischer
- 2023 Stiftung Neue Synagoge Berlin – Centrum Judaicum
- 2024 Igor Levit